# Liste der Mitglieder des 1. Danziger Volkstages
Diese Liste nennt die Abgeordneten des ersten Volkstags der Freien Stadt Danzig (1920–1923). Dieser wurde in der Wahl zur verfassungsgebenden Versammlung in Danzig 1920 bestimmt. Der Volkstag hatte 120 Mitglieder. Die Regierung der Freien Stadt Danzig war der Senat Sahm I.

## Abgeordnete
| Name                 | Fraktion                           | Anmerkung |
| -------------------- | ---------------------------------- | --- |
| Paul Albrecht        | DNVP                               | |
| Gustav Andres        | USPD, VKPD                         | schied 1921 aus |
| Franz Arczynski      | SPD, VSP                           | |
| August Arndt         | DDP, DPFW, LV                      | |
| Heinrich Aumund      | FWV                                | schied 1920 aus |
| Georg Bennecke       | DNVP                               | wurde ehrenamtlicher Senator, schied 1921 aus                                                                           |
| Otto Beyer           | SPD, VSP                           | 1920 nachgerückt für Mehrwald                                                                                           |
| Paul Beyer           | USPD, VKPD, KPD, KP Danzigs, VSP   | |
| Hans Bing            | SPD, VSP                           | |
| Hermann Böcker       | DNVP                               | |
| Walter Bohn          | SPD                                | Bioweil nennt als Vornamen Paul, Biosop Walter; schied 1921 aus                                                         |
| Paul Brieskorn       | Zentrum, Fraktionslos              | 1921 aus der Fraktion ausgetreten                                                                                       |
| Arthur Brill         | SPD, VSP                           | |
| Albert Brödersdorff  | FWV, DPFW                          | |
| Adolf Brodowski      | DNVP                               | |
| Bronisław Budzyński  | Polnische Partei                   | |
| Siegfried Bumke      | DNVP                               | |
| Karl Christiani      | DNVP                               | |
| Johannes Czarnecki   | USPD                               | schied 1920 aus |
| Hans Dahsler         | DNVP                               | |
| Waldemar Dobbrick    | DNVP                               | 1921 nachgerückt für Pertuss, schied 1922 aus                                                                           |
| Franz Doerksen       | DNVP                               | |
| Emma Döll            | USPD, VKPD, KPD                    | erklärt sich 1922 zur Vertreterin der KP Deutschlands                                                                   |
| Johannes Dyck        | DNVP                               | |
| Paul Epp             | DDP                                | schied 1920 aus |
| Erich Eppich         | FWV, DPFW, LV                      | 1921 nachgerückt für Wieler                                                                                             |
| Paul Eschert         | FWV, DPFW                          | wurde ehrenamtlicher Senator                                                                                            |
| Felix Fabian         | (DDP), DPFW                        | 1921 als Nachrücker für Leiding berufen, lehnte das Mandat ab                                                           |
| Arthur Fietkau       | (USPD), VKPD, KPD, KP Danzigs, VSP | 1921 nachgerückt für Andres                                                                                             |
| Julius Fischer       | USPD, VSP                          | |
| Nikolaus Foegen      | Zentrum                            | legte 1922 sein Mandat nieder und zog nach Deutschland                                                                  |
| Emil Förster         | DDP, DPFW                          | War auch parlamentarischer Senator                                                                                      |
| Erich Foß            | DNVP                               | 1921 nachgerückt für Reinhard, schied 1923 aus                                                                          |
| Albert Frank         | DNVP                               | legte mit der Wahl zum hauptamtlichen Senator 1920 sein Mandat nieder                                                   |
| Alice Freudenthal    | DNVP                               | |
| Gerhard Friedrich    | DDP, DPFW, LV                      | 1920 nachgerückt für Epp                                                                                                |
| Karl Fuchs           | Zentrum                            | Spitzenkandidat des Zentrums / wurde ehrenamtlicher Senator, schied 1921 aus                                            |
| Richard Gaikowski    | Zentrum                            | |
| Bruno Gebauer        | USPD, VSP                          | |
| Julius Gehl          | SPD, VSP                           | |
| Arthur Gerick        | SPD, VSP                           | Bioweil nennt auch die Schreibweise Gerigk; 1921 nachgerückt für Bohn                                                   |
| Max Glombowski       | DNVP                               | 1921 nachgerückt für Frank                                                                                              |
| Theodor Grobelski    | Polnische Partei                   | |
| Edwin Grube          | DNVP                               | |
| Emil Grundmann       | FWV, DPFW                          | schied 1921 aus |
| Friedrich Grünhagen  | SPD, VSP                           | |
| Alfred Haack         | DNVP                               | |
| Rudolf Hallmann      | FWV, DPFW                          | |
| Karl Hartmann        | USPD, VSP                          | |
| Felix Haselau        | FWV, DPFW, LV                      | |
| Otto Hennke          | DDP, DPFW                          | 1920 nachgerückt für Schmiljan                                                                                          |
| Gustav Hohmann       | USPD, VKPD, KPD, KP Danzigs, VSP   | |
| Bernhard Hoppe       | Zentrum                            | |
| Martin Jakoby        | (DDP), DPFW                        | 1922 nachgerückt für Jonas                                                                                              |
| Friedrich Janzen     | Zentrum                            | |
| Albert Jedwabski     | Polnische Partei                   | |
| Julius Jewelowski    | DDP, DPFW                          | wurde ehrenamtlicher Senator                                                                                            |
| Paul Jonas           | (DDP), DPFW                        | Bioweil schreibt „Jonaß“; 1922 nachgerückt für Leiding bzw. Fabian, schied 1922 aus                                     |
| Anni Kalähne         | DNVP                               | |
| Gustav Karow         | DNVP                               | wurde ehrenamtlicher Senator                                                                                            |
| Johann Karschewski   | SPD, VSP                           | laut Staatshandbuch „Karschefski“                                                                                       |
| Felix Kaschubowski   | USPD, VSP                          | |
| Rudolf Keruth        | FWV, DPFW                          | |
| Hermann Klawschinski | USPD, VKPD, KPD, KP Danzigs, KPD   | 1920 nachgerückt für Czarnecki, 1922 aus der KP-Fraktion ausgeschieden, erklärt sich zum Vertreter der KP Deutschlands  |
| Paul Kloßowski       | SPD, VSP                           | |
| Agnes Knoblauch      | DNVP                               | 1921 nachgerückt für Bennecke                                                                                           |
| Reinhold Kochanski   | DNVP                               | |
| Georg König          | DNVP                               | schied 1921 aus |
| Frank Kubacz         | Polnische Partei                   | |
| Ernst Kuhn           | DDP, DPFW, LV                      | |
| Stanislaus Kuhnert   | Polnische Partei                   | |
| Bruno Kurowski       | Zentrum                            | |
| Marie Landmann       | Zentrum                            | |
| Bonifatius Łangowski | Polnische Partei                   | |
| Hermann Laschewski   | USPD, VKPD, KPD, KP Danzigs, KPD   | 1922 aus der KP-Fraktion ausgeschieden, erklärt sich zum Vertreter der KP Deutschlands                                  |
| Karl Leiding         | DDP, DPFW                          | schied 1921 aus |
| Albert Lemke         | DNVP                               | rückte 1923 für Possart nach                                                                                            |
| Paul Leschkowski     | USPD, VSP                          | |
| Georg Leu            | SPD, VSP                           | |
| Otto Loening         | DDP, DPFW, LV                      | |
| Paul Matschkewitz    | DNVP, Fraktionslos, VSP            | ab 1921 fraktionslos, ab 1923 Mitglied der VSP-Fraktion                                                                 |
| Adelbert Matthaei    | DNVP                               | von Januar bis August 1921 Präsident des Volkstages                                                                     |
| Johannes Mau         | USPD, VSP                          | |
| Eduard Mayen         | (FWV), DPFW                        | 1921 nachgerückt für Grundmann                                                                                          |
| Bruno Meerwaldt      | SPD                                | Biosop schreibt als Name Bruno Meerwaldt, Biosop Mehrwald / Dezember 1920 Austritt aus der SPD und Rückgabe des Mandats |
| Ella von Morstein    | DDP, DPFW                          | |
| Hans Müller          | SPD, VSP                           | |
| Friedrich Nagrotzki  | SPD, VSP                           | |
| Franz Neubauer       | Zentrum                            | |
| Hugo Neumann         | FWV, DPFW                          | |
| Heinrich Niehuus     | DNVP                               | 1921 nachgerückt für König                                                                                              |
| Ludwig Noé           | DDP, DPFW                          | bis April 1921 hauptamtlicher Senator                                                                                   |
| August Nopper        | USPD, VKPD, KPD, KP Danzigs, VSP   | |
| Wladislaw Panecki    | Polnische Partei                   | |
| Eduard Penner        | DNVP                               | 1922 nachgerückt für Dobbrick                                                                                           |
| Otto Pertuss         | DNVP                               | Bioweil schreibt ihn Pertus / wurde ehrenamtlicher Senator, schied 1921 aus                                             |
| Eduard Philipsen     | DNVP                               | |
| Karoline Plagemann   | SPD, VSP                           | |
| Max Plettner         | USPD, VSP                          | |
| Margarete Possart    | DNVP                               | schied 1923 aus und trat aus der Partei aus                                                                             |
| Karl Preuß           | SPD, VSP                           | Biosop nennt als Familiennamen Preus; 1920 nachgerückt für Wohlgemuth                                                   |
| Wilhelm Rahn         | USPD, VKPD, KPD, KP Danzigs, VSP   | |
| Arthur Raube         | USPD, VKPD, KPD, KP Danzigs, KPD   | 1922 Wechsel von der KP Danzig zur KP Deutschlands                                                                      |
| Walter Reek          | SPD, VSP                           | |
| Karl Rehberg         | SPD, VSP                           | |
| Wilhelm Reinhard     | DNVP                               | 1920–21 Präsident des Volkstages; schied 1921 aus                                                                       |
| Albert Röbbeling     | USPD, VSP                          | 1922 nachgerückt für Uebersohn                                                                                          |
| Ernst Roggenbuck     | USPD, VSP                          | |
| Anton Sawatzki       | Zentrum                            | wurde ehrenamtlicher Senator                                                                                            |
| Wilhelm Säwe         | USPD, VKPD, KPD, KP Danzigs, KPD   | 1922 aus der KP-Fraktion ausgeschieden, erklärt sich zum Vertreter der KP Deutschlands                                  |
| Hermann Schede       | DNVP                               | |
| Eduard Schilke       | Zentrum                            | |
| Gustav Schlichting   | DNVP                               | 1923 nachgerückt für Foß                                                                                                |
| Eduard Schmidt       | USPD, VKPD, KPD, KP Danzigs, VSP   | |
| Alfred Schmiljan     | DDP                                | schied 1920 aus |
| Johann Schmolinski   | Zentrum                            | 1922 nachgerückt für Foegen                                                                                             |
| Falk von Schroeter   | FWV, DPFW                          | |
| Johannes Schulz      | Zentrum                            | |
| Wilhelm Schümmer     | Zentrum                            | wurde hauptamtlicher Senator, Mandatsniederlegung 1921                                                                  |
| Heinrich Schwegmann  | DNVP                               | |
| Hermann Seegler      | DNVP                               | 1920 nachgerückt für Truhn                                                                                              |
| Richard Senftleben   | DNVP                               | wurde ehrenamtlicher Senator                                                                                            |
| Max Sommerfeld       | DNVP                               | |
| Fritz Spill          | SPD, VSP                           | |
| Franz Splett         | Zentrum                            | |
| Hugo Spohn           | Zentrum                            | schied 1921 aus |
| Simon Stawicki       | Zentrum, VSP                       | 1923 vom Zentrum zur VSP gewechselt                                                                                     |
| Hermann Stobbe       | DNVP                               | |
| Antonie Stremme      | FWV, DPFW                          | |
| Rudolf Sturm         | (FWV), DPFW                        | 1921 nachgerückt für Aumund                                                                                             |
| Adolf Treichel       | DNVP                               | 1921–23 Präsident des Volkstages                                                                                        |
| Gustav Truhn         | DNVP                               | schied 1920 aus |
| Hermann Uebersohn    | USPD                               | schied 1922 aus |
| Emil Waage           | Zentrum                            | 1921 nachgerückt für Spohn                                                                                              |
| Siegfried Wehnde     | USPD, VKPD, KPD, KP Danzigs, VSP   | |
| Paul Weiß            | Zentrum                            | |
| Friedrich Wendt      | DNVP                               | |
| Eugen Werner         | SPD, VSP                           | 1920 nachgerückt für Zint                                                                                               |
| Lisbeth Wessel       | FWV, DPFW, LV                      | |
| Fritz Wieler         | FWV, DPFW                          | schied 1921 aus |
| Max Witt             | DNVP                               | |
| Otto Woelk           | SPD, VSP                           | |
| Toni Wohlgemuth      | SPD                                | laut Staatshandbuch „Wohlgemut“; schied 1920 aus                                                                        |
| Bernhard Wolff       | Zentrum                            | 1921 nachgerückt für Fuchs                                                                                              |
| Ernst Ziehm          | DNVP                               | stellvertretender Senatspräsident                                                                                       |
| Franz Ziehm          | DNVP                               | wurde ehrenamtlicher Senator                                                                                            |
| Hans Zint            | SPD                                | schied 1920 aus |
| Martha Zuper         | Zentrum                            | 1921 nachgerückt für Schümmer                                                                                           |

## Parteien
- DDP = Deutschdemokratische Partei – liberal
- DNVP = Deutschnationale Volkspartei der Freien Stadt Danzig
- DPFW = Deutsche Partei für Fortschritt und Wirtschaft – Zusammenschluss der FWV und der DDP ab Januar 1921
- FWV = Freie Wirtschaftliche Vereinigung – liberal
- KP Danzigs = Kommunistische Partei der Freien Stadt Danzig – Abspaltung aus der KPD-Fraktion im August 1922; im Juni 1923 Auflösung und Beitritt zur VSP
- KPD = Kommunistische Partei Deutschlands – Name der VKPD ab Oktober 1921
- LV = Liberale Vereinigung – Abspaltung aus der DPFW im Oktober 1923
- Polnische Partei – Kandidatenliste der polnischen Minderheit in Danzig
- SPD = Sozialdemokratische Partei der Freien Stadt Danzig
- USPD = Unabhängige Sozialdemokratische Partei
- VKPD = Vereinigte Kommunistische Partei Deutschlands – ab Januar 1921 durch Übertritt mehrerer USPD-Abgeordneter vertreten
- VSP = Vereinigte Sozialdemokratische Partei – Zusammenschluss der SPD- und USPD-Fraktionen im Juni 1923
- Zentrum = Zentrumspartei der Freien Stadt Danzig – katholisch